# Juli Cèsar
Gai Juli Cèsar (llatí: Gaius Iulius Caesar), més conegut com a Juli Cèsar   (Roma, d. 12 de juliol de 100 aC ↔ 13 de juliol de 100 aC - Teatre de Pompeu, 15 de març de 44 aC), va ser un líder polític i militar de l'era tardorepublicana. Nascut en el si de la Gens Júlia, una família patrícia d'escassa fortuna, va estar emparentat amb alguns dels homes més influents de la seva època, com el seu oncle Màrius, qui influiria de manera determinant en la seva carrera política.

## Anys de joventut
El 84 aC, als 16 anys, el popular Cinna el va nomenar Flamen Dialis, càrrec religiós del qual va ser rellevat per Sul·la, amb qui tingué conflictes a causa del seu matrimoni amb la filla de Cinna. Després d'escapar de morir a mans dels sicaris del dictador, va ser perdonat gràcies a la intercessió dels parents de la seva mare. Traslladat a Àsia, va combatre a Mitilene com a legatus de Marc Minuci Terms. Va tornar a Roma a la mort de Sul·la el 78 aC, exercint per un temps l'advocacia. Aviat va entrar en relació amb els cònsols Pompeu i Cras, l'amicitia li permetria llançar la seva pròpia carrera política. El 70 aC serví com qüestor a Hispània i com edil a Roma. Durant l'exercici d'aquesta magistratura va oferir uns espectacles que van ser recordats durant molt de temps pel poble i per les dones.
El 63 aC va ser escollit pretor en obtenir més vots que la resta de candidats a la pretura. Al final de la seva pretura va servir com propretor a Hispània, on va liderar una breu campanya contra els lusitans. El 59 aC va ser escollit cònsol gràcies al suport dels seus dos aliats polítics, Pompeu i Cras, els homes amb qui Cèsar va formar el Primer Triumvirat. El seu col·lega durant el consolat, Bíbul, es va retirar a fi d'entorpir la tasca de Cèsar, que, tanmateix, va aconseguir tirar endavant una sèrie de mesures legals, entre les quals destaca una llei agrària que regulava el repartiment de terres entre els soldats veterans.
Cèsar va néixer a Roma el 12/13 de juliol de l'any 100 aC. No obstant això, la seva data de naixement no ha estat establerta amb claredat i possiblement va ser en algun punt entre els anys 102 i 101 aC. Pertanyia a una gens patrícia —la Júlia—, que, segons la llegenda, es remuntava fins Ascani, fill del príncep troià Enees i net de la deessa Venus. Va ser el mateix Cèsar qui va establir la relació entre la seva família i Ascani durant el discurs que va pronunciar en el funeral de la seva tia Júlia, dona de Gai Mari. Amb els anys, en l'apogeu del seu poder, Cèsar iniciaria a Roma la construcció d'un temple dedicat a la seva suposada avantpassada Venus Genetrix. El patronímic Cèsar sembla que pot provenir de la paraula llatina caesaries, que significa 'cabellera' o 'barba'. Contràriament al que han sostingut alguns autors, la paraula «cesària» no té res a veure amb Cèsar, ni aquest va néixer per mitjà d'aquesta cirurgia.

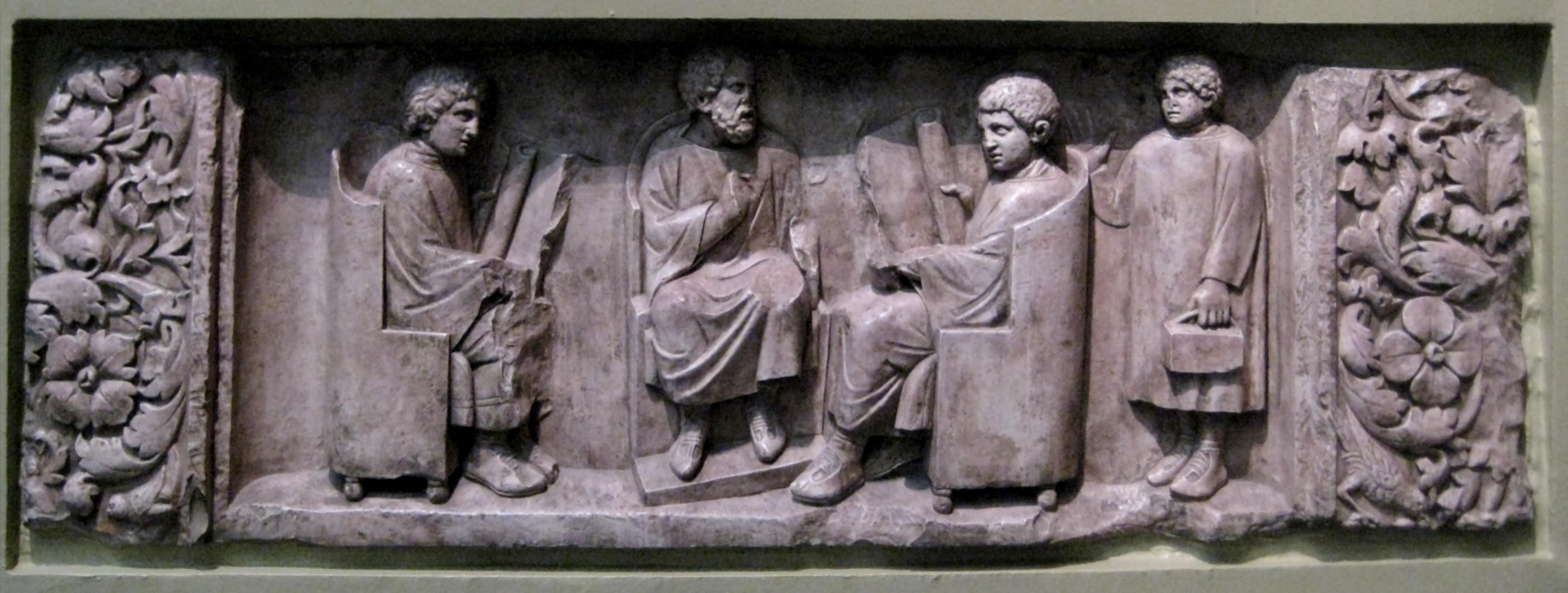
Alumnes amb el seu pedagog

El seu pare, anomenat igual que ell Gai Juli Cèsar, va ser un polític poc influent que va arribar a la pretura. El seu ascens a través del cursus honorum es va veure interromput en morir en campanya. La seva mare, Aurèlia, era una noble plebea pertanyent a una branca de la gens Aurèlia, els Aurelii Cottae; família integrant de la noblesa plebea de rang senatorial amb gran riquesa i influència. L'historiador Tàcit la compara amb Cornèlia Africana, mare dels Gracs, en funció de la intel·ligència, la puresa dels seus costums i la noblesa del seu caràcter.
El fet que els Juli Cèsars, pertanyents al poderós patriciat republicà, no obtinguessin càrrecs importants durant el període republicà s'explica per la seva falta de fortuna en comparació a l'aristocràcia romana de l'època, de fet, Cèsar va créixer en un dels barris més pobres de la ciutat, la Subura.
Sent l'únic fill home del matrimoni dels seus pares, la seva infància va transcórrer en un ambient essencialment femení, entre la seva mare i les seves dues germanes. Igual que a tots els joves nobles i patricis de l'època, se li va inculcar la por als déus, el respecte a les lleis, les regles de la decència, la modèstia i la frugalitat. Després de l'esclat de la Guerra Social, el seu oncle Sext va ser elegit cònsol, donant així una mica de fama a la família. Quan tenia deu anys es va veure confiat als ensenyaments de Marc Antoni Grifó, un gramàtic d'origen gal i format a l'escola de retòrics alexandrins considerat un dels homes més versats en literatura grega i romana de la seva època. Va aprendre a llegir i a pensar amb les obres d'Homer: la Ilíada i l'Odissea, primer amb la traducció al llatí de Livi Andronic i després amb el text original en grec. Alguns autors contemporanis van venir a adherir-se a aquesta base literària, que rebien d'una manera més o menys uniforme els joves romans del seu temps. Així mateix, va aprendre oratòria i a escriure poesia.
La dona de Mari, la seva tia paterna Júlia, va exercir també un paper molt destacat en l'educació i orientació del jove Cèsar. Durant la seva vida, el general havia estat un influent polític reformista, líder de la facció progressista del Senat, els populars, enemics dels conservadors, els optimates.
Certes fonts clàssiques registren que Cèsar patia crisis epilèptiques que podien produir en qualsevol moment i fer-li perdre el coneixement. Suetoni esmenta dues d'aquestes crisis, i Plutarc una, durant la batalla de Tapsos; constitueix l'única ocasió de la qual es té notícia que un atac epilèptic interferís en la seva capacitat de comandament.
Després de la Guerra Social van augmentar els enfrontaments entre optimates i populares amb les disputes entre Mari i Sul·la pel comandament de l'exèrcit que havia d'anar a combatre el rei Mitridates VI Eupator, les quals van conduir a la marxa de Sul·la sobre Roma, que va deixar el càrrec d'un cònsol optimat i un altre popular, i al cop d'estat de Mari i Cinna, iniciant-se un període de tres anys (Cinnanum tempus: 87-84) en el qual Cinna va dirigir l'Estat en qualitat de cònsol.

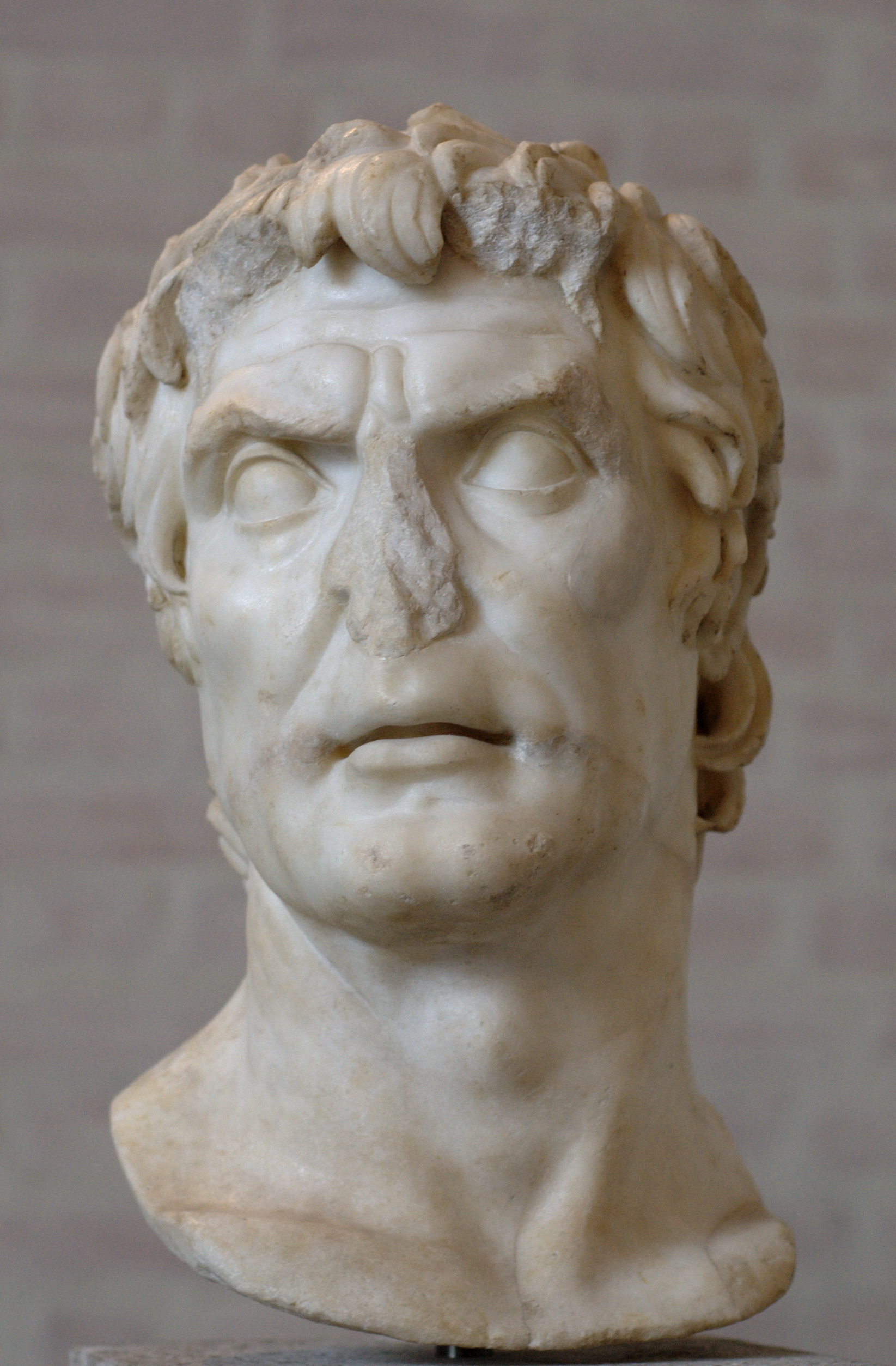
Bust de Luci Corneli Sul·la.

El 84 aC, Cinna nomenà el jove Cèsar (de setze anys), flamen dialis, el sacerdot de Júpiter, i el va casar amb la seva filla Cornèlia (Flamínia) després d'haver-se divorciat del seu matrimoni amb Cosútia, pertanyent a una família rica de rang eqüestre. Aquest mateix any i després de l'assassinat de Cinna i les derrotes de Carbó i Gai Mari el Jove (fill de Gai Mari) a mans de Sul·la, el líder conservador va entrar a Roma. La situació de Cèsar era molt insegura doncs estava unit a través de diversos llaços familiars al bàndol perdedor, no només era nebot de Mari, sinó que a més estava casat amb la filla de Cinna. Sul·la va tractar d'atreure'l al seu bàndol com ho havia fet amb alguns dels seguidors del seu enemic; per provar la seva lleialtat li va ordenar divorciar-se de la seva esposa, a la qual cosa, per a sorpresa del dictador, el jove es va negar.
Enfurismat, Sul·la va ordenar a una banda de sicaris que el capturessin i assassinessin, va anul·lar el seu nomenament com a flamen dialis i va confiscar tota la seva fortuna. A Cèsar no li va quedar cap més sortida que fugir de Roma; veient-se obligat a canviar de refugi cada nit, com a conseqüència va caure malalt en no estar acostumat a aquesta mena de vida. Una nit va ser sorprès pels sicaris de Sul·la, però va poder salvar-se en subornar-los amb els diners que s'oferien pel seu cap, dos talents d'or. Després d'escapar dels homes de Sul·la, va permetre a la seva família intercedir per ell davant del dictador. La seva mare, els oncles Marc, Gai i Luci, les verges vestals i el gendre de Sul·la, Mamerc Emili Lèpid Livià, van aconseguir convèncer el dictador, que va accedir a contracor a perdonar-li la vida. Després d'ordenar el cessament de la persecució, va dir que aquest jove seria la fi dels optimates, ja que «en ell veig molts Maris».

## Primer Triumvirat i Guerra de les Gàl·lies
El 59 ac fou promogut al Consolat pel partit popular, en companyia de Marc Calpurni Bíbul, pels optimats. El 56 aC, amb el suport de Cras i Pompeu, mitjançant una aliança coneguda com el primer triumvirat, el seu mandat sobre les dues Gàl·lies i la Il·líria fou prorrogat per cinc anys i Cras i Pompeu esdevingueren cònsols el 55 aC. També va divorciar-se de la seva dona (59 aC), acusada de violar secrets sacerdotals (fet sobre el qual va sentenciar: «la dona de Cèsar no només ha de ser honrada, sinó que també ho ha de semblar»), per casar-se després amb Calpúrnia.
La Guerra de les Gàl·lies entre els anys 59 aC i 48 aC va portar a la conquesta de les terres dels gals en set anys i suposadament Cèsar en va descriure els fets des de l'òptica romana a De bello gallico.
El triumvirat es va trencar quan Cras va morir en la guerra contra els parts el 53 aC i Cèsar ja no va seguir tenint bones relacions amb Pompeu (la filla de Cèsar, Júlia, casada amb Pompeu, havia mort el 54 aC).

## Segona guerra civil romana i dictador vitalici
Gneu Pompeu Magne fou nomenat cònsol únic el 52 aC i va voler destituir Cèsar. El Senat va demanar a Cèsar la renúncia o se'l consideraria traïdor. El 49 aC Cèsar va decidir passar a l'atac i va travessar el Rubicó, un riu que separava la Gàl·lia Cisalpina d'Itàlia. Pompeu va fugir cap a Grècia, i Cèsar va controlar ràpidament Itàlia i Hispània.
Cèsar va obtenir el nomenament de dictador, primer per un any (49 aC), després per un període indefinit però curt (48 aC) i després per deu anys (45 aC), fins que finalment, el 44 aC, va ser nomenat dictador vitalici. Segons la constitució tradicional republicana, aquest càrrec només es podia exercir durant sis mesos en una situació límit. Malgrat això, aquesta norma s'havia trencat fins i tot abans de Cèsar. A més, el 46 aC va obtenir la censura per tres anys amb el títol de praefectus morum, més tard convertida en vitalícia. El 48 aC va ser nomenat cònsol, càrrec que després va ser per cinc anys, i més tard per deu. Va rebre la inviolabilitat dels tribuns i el 48 aC va assumir també el poder tribunici amb caràcter vitalici. El 47 aC va rebre el títol d'Imperator perpetu. Cèsar era a més el cap de la religió de l'Estat; Gran Pontífex (pontifex maximus), i es va fer nomenar Augur (aquests càrrecs es van fer hereditaris).
Diversos senatusconsulta el van facultar per decidir la guerra i la pau, la lliure disposició d'exèrcits, del Tresor, de nomenament dels pretors provincials, direcció del comicis centuriats, nomenament de patricis i altres funcions, honors i títols. El mes del seu naixement va ser anomenat en el seu honor mes Juli.
Així doncs, Cèsar va quedar investit del poder (imperium) per temps il·limitat i sense compartir-lo. Quan se li prestava jurament s'invocava el Genius de l'Imperator amb Júpiter i els déus penats del poble romà. Des del 44 aC el cap de Cèsar va aparèixer a les monedes.

## Assassinat

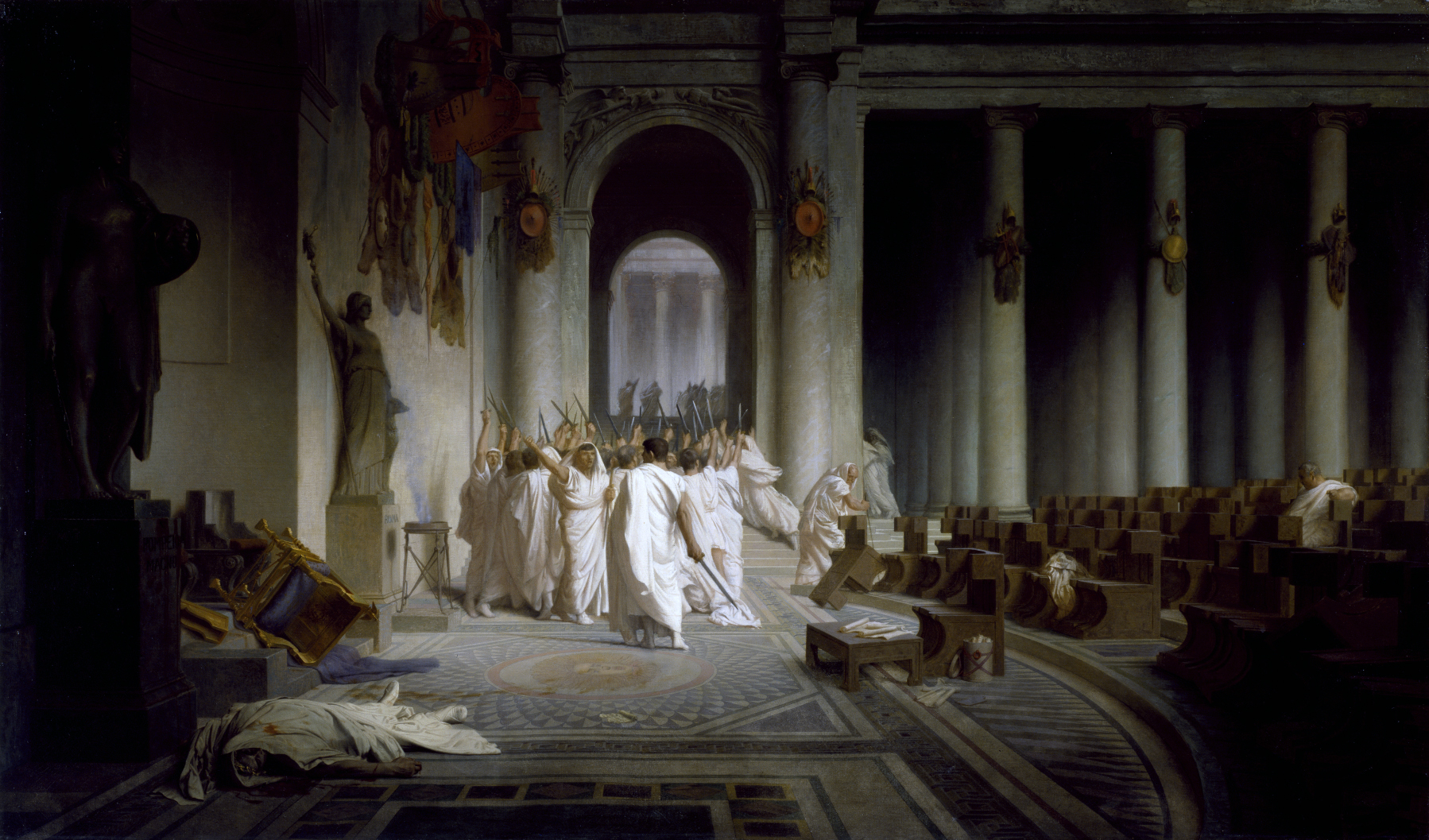
Mort de Cèsar per Jean-Léon Gérôme (1867).

Malgrat tot, diverses famílies senatorials sentien que Cèsar amenaçava les seves posicions. L'honor i el poder de Cèsar els feia témer que aquest volgués ser rex (‘rei’), un títol que, com a republicans, odiaven. L'any 44 aC, un grup de senadors, entre ells Gai Cassi, Bucilià i Marc Juni Brutus, van conspirar per assassinar-lo.
El 15 de març del 44 aC, quan Cèsar entrava al Senat, el grup de conspiradors el va apunyalar. Cèsar va morir als peus de l'estàtua de Pompeu, el seu gran rival.

## Les reformes en l'era de Cèsar

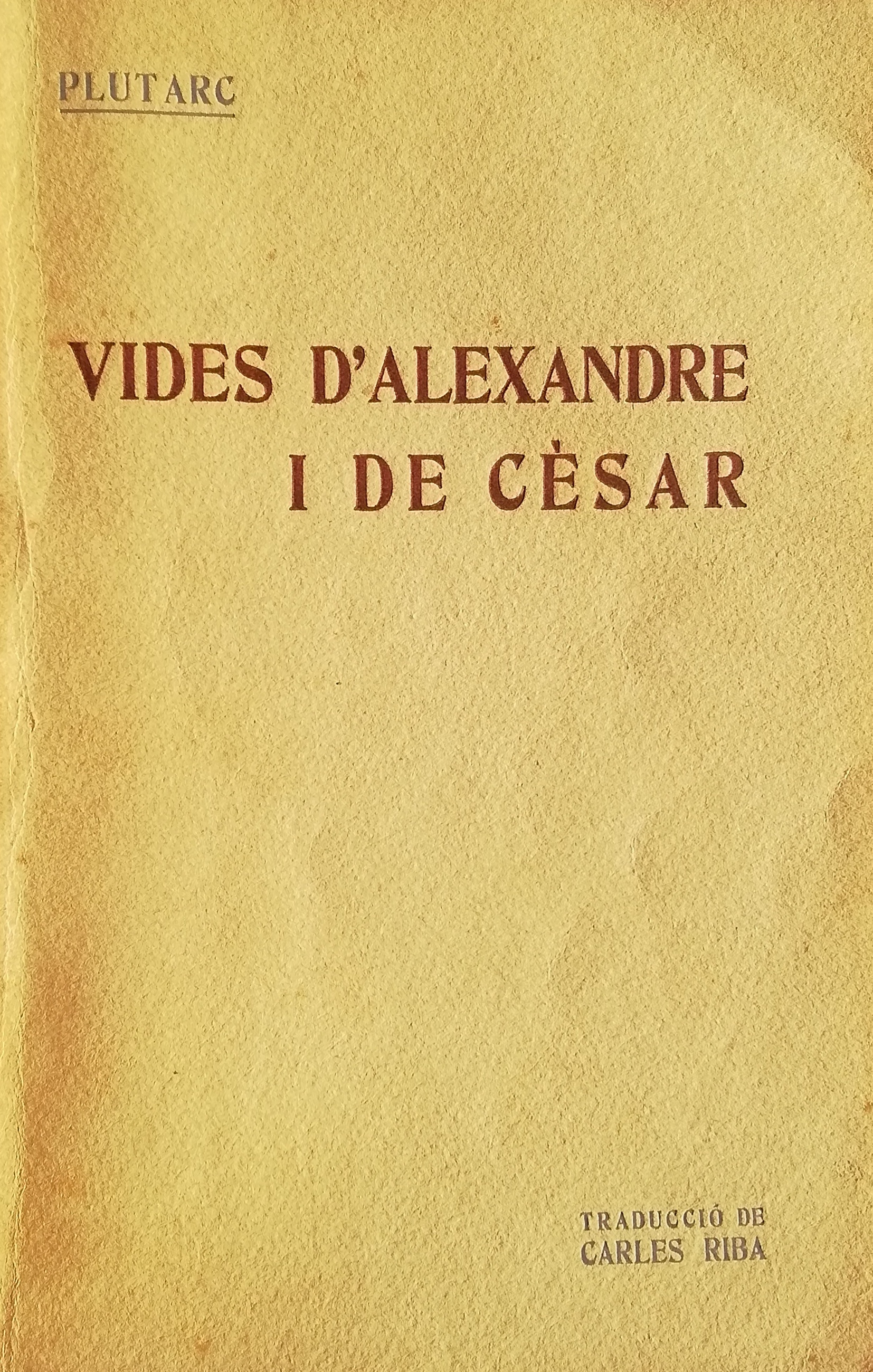
Plutarc va escriure diferents biografies de Vides Paral·leles. En aquest cas, també va escriure la de Juli Cèsar comparada amb la d'Alexandre el Gran. Es va publicar la traducció catalana a Barcelona per l'Editorial Catalana l'any 1920

Les famílies patrícies originàries van conservar el títol, purament honorífic, però cap al 48 aC no en quedaven més de 15 o 16. Cèsar va obtenir la facultat de designar noves famílies patrícies.
Cèsar va respectar les Assemblees Populars. Al poble en unió de l'Imperator (que el convocava) pertanyia la direcció dels negocis públics. Totes les lleis dictades per Cèsar eren sancionades regularment per plebiscit.

### El Senat i l'administració de l'Estat
El Senat va ser relegat a un cos consultiu que preparava lleis i ordenances per a l'administració, sovint redactades per un sol senador, a títol individual, i promulgades per tot el Senat. Aquest va ser ampliat a nou-cents membres i els qüestors anuals (que al cessar passaven a ser senadors) van ser augmentats de 20 a 40, perquè no en descendís el nombre (la qual cosa va produir que sovint hi hagués més de mil senadors).
El Senat es va obrir: podien ser designats senadors per Cèsar; els ordinaris venien determinats pels qüestors, dels quals els 20 primers designats pel Imperator eren d'elecció obligatòria pel Comicis, i a més podia ser promoguts a qüestor qualsevol que desitgés l'Imperator (igual que altres càrrecs superiors) fent-lo per tant Senador. Les Cuesturas requeien en partidaris del nou règim amb el que van entrar moltes persones de l'Orde Eqüestre, però sobretot plebeus, individus dubtosos, provincials (sobretot d'Hispània, Gàl·lia Narbonense i Gàl·lia Cisalpina) i Senadors exclosos anteriorment pels Censors o condemnats pels Tribunals. Alguns Senadors d'Hispània van aprendre el llatí en entrar en la Cúria; també van ser nomenats Senadors alguns oficials subalterns de l'exèrcit que no eren cavallers, fills de lliberts, gent d'oficis considerats vils, i altres.
Sovint la recaptació de tributs provincials i l'administració monetària en general, van ser confiats a esclaus o lliberts de l'Imperator.
Els governadors provincials podien ser:
1. Antics consulars (per a les províncies importants).
2. Antics pretors (a les províncies menors). Es va abolir l'interval de cinc anys establert el 52 aC.

El repartiment de províncies el feia l'Imperator.
Es va establir el càrrec de cònsol suffecti (suplent) que encara que ja existia, a penes s'usava, però que Cèsar va utilitzar sovint. Els pretors van passar de 8 a 16, sent la meitat de nomenament directe per Cèsar. Els governadors proconsulars tenien un comandament en província de dos anys i els propretorials d'un any.
El càrrec de Prefecte de l'Urbs va subsistir però en les absències de Cèsar, aquest designava a un administrador especial amb plens poders. L'edilitat curul va perdre rang, i eren designats per Cèsar al Comicis que devien elegir-los. L'edilitat plebea (encarregada de les franquícies populars) va ser augmentada amb dos edils encarregats dels cereals. Els Tribuns del poble van subsistir, però sota estricte control del poder.
Els col·legis sacerdotals no van tenir modificació. El càrrec de Pontífex suprem i d'àugur anava lligat a la persona de l'Imperator. Es va crear un nou càrrec a cadascun dels tres grans Col·legis, i tres nous llocs al col·legi d'Epulons.
Cèsar va afavorir la religió dionisíaca i el culte a Bacus (que havia estat prohibit el 184 aC).
Cèsar es va arrogar el dret a jutjar les causes capitals i privades. Les jutjava sol i dictava sentència. El dret d'apel·lació va ser suspès. Els assumptes que no jutjava Cèsar (que es limitava a actuar en els grans judicis) van seguir en mans dels pretors (a províncies en mans dels governadors) i de jurats de Cavallers.
Els delictes d'opinió eren castigats amb el desterrament. Cèsar va establir en els Jurats als Cavallers, tribuns del Tresor sortits de les últimes capes del poble, i Senadors, i es va reservar la facultat de revisió dels judicis en alguns casos, en exercir la funció de Tribú. Les sentències de la jurisdicció de l'Imperator eren inapel·lables.
Es va abolir la possibilitat que un criminal quedés lliure a canvi d'acceptar el desterrament.

### L'exèrcit
En el seu temps la classe senatorial i els cavallers van desertar de l'exèrcit. Si un cavaller entrava en l'exèrcit tenia assegurat el seu accés al tribunat militar. Per omplir els llocs de comandament havia de recórrer-se als ciutadans de cens mitjà.
Per llei tot ciutadà estava subjecte al servei militar, però en realitat es passava per alt molts ciutadans, i els reclutats eren retinguts per trenta anys o més. La cavalleria de combat va desaparèixer, ja que fins i tot subsistint, només actuava en festes a les capitals.
No existia marina romana, i es depenia de les naus dels Estats aliats o vassalls que les posseïen.
Els legionaris infants eren en una bona part mercenaris reclutats en les capes més baixes de la població romana. Els ascensos a centurió s'obtenien sovint amb favors o diners. Els sous dels legionaris no eren pagats amb regularitat i moltes vegades sols se'ls pagava la meitat dels seus havers, amb la qual cosa la soldadesca tenia tendència a practicar saquejos a les províncies on operaven.
Per combatre aquesta decadència de l'esperit militar Cèsar va establir diverses mesures:
- Per ser magistrat d'una ciutat (duunvir, quatorvir) calia servir abans tres anys com oficial o sis com infant.
- Introducció en l'exèrcit d'estrangers a sou, sobretot germànics.
- Va instituir els Legati legions propretores, lloctinents de la legió amb funcions de pretor. Aquests oficials, en nombre de deu, s'alternaven en el comandament de la legió (substituint als tribuns de la legió) i ocasionalment sortia d'entre ells el general o cap únic. El seu nomenament corresponia al governador de la província.
- L'Imperator va assumir el comandament suprem de tot l'exèrcit i, per tant, era lliure d'apartar als governadors provincials del comandament militar suprem que ostentaven en les seves jurisdiccions (de manera temporal o permanent).
- Probablement l'Imperator podia nomenar també els Tribuns de les legions i els centurions quan aquests càrrecs eren de nomenament del governador provincial.

### Les finances
Les finances havien millorat per les rendes que aportaven les províncies de Bitínia, Pont i Síria, i els creixents impostos sobre el luxe; mentre que sol s'havien perdut les rendes dels arrendaments a Campània. Però les despeses també van augmentar: el pressupost militar, en augmentar les legions i les despeses de l'esquadra encarregada de combatre els pirates, va créixer considerablement. Se sap per exemple que l'exèrcit permanent a Hispània costava vint-i-quatre milions de sestercis a l'any.
Cèsar va suprimir l'arrendament dels impostos; la recaptació i el pagament que havia d'efectuar cada ciutat va quedar a càrrec de la mateixa ciutat.
L'Annona, que beneficiava a 320.000 ciutadans, es va suprimir per a tots els qui estiguessin en bona posició econòmica o tinguessin altres recursos, quedant reduïts els beneficiaris a la meitat. El nombre màxim de beneficiaris es va fixar en cent cinquanta mil ciutadans, i per a això es va procedir a una revisió anual, i els més necessitats entraven en lloc dels morts o que canviessin de rang social.

Hispània Citerior

Cèsar va regularitzar els impostos ordinaris, suprimint immunitats concedides per gaudir del dret llatí o de la ciutadania, o per concessió. Algunes ciutats de la província d'Hispània Citerior, favorables a Pompeu, van ser recarregades en els seus impostos. El mateix va ocórrer amb ciutats d'altres províncies. A més del botí de guerra (a Hispània i l'Àfrica sobretot) i de les multes i confiscacions als pompeians, hi havia les confiscacions règies i les exaccions sota forma del sronatius o emprèstits forçosos.
Les despeses es van reduir per la disminució de l'Annona (al seu pagament es van assignar les rendes en espècie de Sardenya-Còrsega i d'Àfrica); però van augmentar per l'exèrcit, que va augmentar les seves legions permanents i el sou dels legionaris (que va passar de 48 sestercis a l'any a 900 sestercis, és a dir un sesterci i tres quarts al dia).
Cèsar va establir el precedent del donatiu a l'exèrcit i al poble: 20.000 sestercis per a cada soldat; 300 sestercis a cada plebeu romà que no hagués pres les armes en contra seu.
Cèsar també va reprendre les obres públiques.
Malgrat tot mai va aconseguir un gran superàvit en el tresor. Els interessos es van reduir al 6% anual. L'índex de rics podia establir-se en l'1% de la població; el de pobres en un 25%; i el d'esclaus i lliberts en un 50%.

### Les festes, els luxes i els oficis
Al temps de Cèsar van augmentar les festes públiques: els Grans Jocs Romans, els Jocs Plebeus, els Jocs de la Mare dels Déus, els Jocs de la Idaea, Jocs de Ceres, Jocs d'Apol·lo, Jocs Florals i Festes de la Victòria, en total seixanta-dos dies amb festes, sense comptar les festes extraordinàries.
Cèsar va permetre la difusió dels cultes egipci i jueu.
Els aspectes luxosos introduïts en aquest període foren:
- Les decoracions teatrals luxoses.
- Els lloguers (els preus a Roma eren quatre vegades més alts que a altres ciutats).
- Els centenars de palaus i granges de gran luxe (un ric havia de tenir almenys dues granges, una als voltants de Roma, i una altra a Campània; i un jardí a la mateixa Roma).
- Les tombes luxoses.
- L'afició als gossos de raça i als cavalls de luxe.
- Els mobles de fustes fines.
- Vestits de porpra i de gasa transparent.
- Joies i perles.
- Plata per als estris de cuina.
- Vasos d'or.
- Lliteres (conduïdes per diversos homes; un governador provincial era portat per vuit homes, es reclinava en coixins guarnits amb gasa i farcits de fulles de rosa, portava una corona al front i una altra al coll, i un finíssim coixinet ple de roses al nas).
- Menjadors d'hivern i d'estiu en les granges; galeries de quadres. Actuacions de grups teatrals durant els àpats, o bé desfilades de senglars i daines domesticats.
- Cuiners amb ajudants. Al rostit van substituir els peixos i mariscs. El vi s'importava de Lesbos, Quios i Sicília.
- Menjars exquisits portats de tot l'imperi. Després del banquet es prenia un vomitiu.

El luxe i la compra de càrrecs van arruïnar moltes famílies. Els endeutaments van ser colossals.
En el temps de Cèsar eren considerats oficis vils els següents: cobradors, usurers, mercenaris, revenedors, artesans no artistes, despensers (Celarii), carnissers (lanii), cuiners (Coquii), mondonguers (Fartores), pescadors (piscatores), proveïdors d'aviram (aucupes), perfumistes, dansaires, propietaris de cases de jocs i petits comerciants.

### La societat, les ciutats i l'urbanisme
Per diners alguns homes lliures es van vendre com esclaus; per diners també es compraven càrregues, s'obtenien vots dels jurats o es compraven favors sexuals de dames solteres i casades; era freqüent el perjuri i la falsificació de títols. Es van popularitzar les visites de cortesia, l'enviament de missives amistoses per terra o per mar, fins i tot entre persones amb escassa relació.
La dona ja havia arribat a la lliure disposició de béns. Va sorgir la figura dels Procuradors de les dames, que administraven les fortunes d'aquestes i sovint rebien els seus favors.
L'homosexualitat masculina estava en auge. El matrimoni era poc respectat, i es van donar casos (com el de Marc Cató) que un home es va divorciar de la seva dona per cedir-la a un amic que l'hi havia sol·licitat, i quan l'amic va morir va tornar a casar-se amb la seva dona. El celibat i les unions estèrils eren freqüents a les classes altes. Era un honor tenir pocs fills per conservar les grans fortunes.
Per a les guarnicions i funcionaris de províncies s'usava milers d'italians. Les morts a les guerres civils o frontereres, o l'establiment fora d'Itàlia, van buidar la península Itàlica. Molts mercaders, publicans i funcionaris restaven en un altre país quasi tota la seva vida. A Itàlia quedaven els proletaris sense terra, lliberts, esclaus i els provincials arribats de tot l'Imperi. Els proletaris de la península es van traslladar a Roma o a les províncies, i els que emigraven a Itàlia s'establien en uns pocs punts (Ostia, Pozzuoli, Bríndisi i Roma). Algunes ciutats van quedar tan buides que no podien reunir els representants necessaris a les festes. A altres ciutats, les famílies que les habitaven conservaven la seva casa i residència, però vivien a Roma.
Per controlar tots aquests aspectes, Cèsar va establir diverses mesures:
- Va escurçar la durada del servei militar.
- Va prohibir a tots els ciutadans de l'orde senatorial viure fora d'Itàlia menys per causes d'interès públic.
- Es va prohibir als italians entre 20 i 40 anys que restessin més de tres anys fora de la Península.
- Va atorgar recompenses a qui tingués molts fills.
- Com a jutge va tractar l'adulteri i el divorci amb rigor.
- Va limitar les despeses sumptuàries en sepulcres.
- Va limitar a certes condicions de temps, edat i rang, l'ús de vestits de porpra i les perles (tot això va ser prohibit per als homes adults).
- Va fixar un màxim per despeses en banquets, i va prohibir certs plats.
- Va encarregar al censor fer complir les tres últimes normes esmentades, mitjançant inspeccions en mercats i cases particulars.

Va ser però, decisió de Cèsar l'enviament de vuitanta mil ciutadans lliures, en la seva majoria proletaris i lliberts, a les províncies, donant-los lots de terres.
Cèsar va disposar també reformes financeres:
- Va prohibir guardar a casa, en or o plata, més de seixanta mil sestercis.
- El 49 aC va perdonar als deutors els interessos endarrerits i els ja satisfets es van descomptar del capital.
- El mateix any també va obligar el creditor a acceptar en pagament qualsevol bé moble o immoble del deutor al tipus del seu valor real d'abans de la Guerra Civil.
- Antigament un deutor que no pagava un deute passava a ser esclau del creditor. Després una llei els va salvar de l'esclavitud lliurant tots els seus béns, però en la pràctica els deutors van seguir passant als creditors i sol s'executava contra els béns quan el deutor havia mort, havia desaparegut o ja era esclau. Cèsar va establir el principi de la llibertat personal; l'execució devia dirigir-se contra els béns, fossin aquests suficients o no, i la llibertat del deutor quedava salvaguardada, encara que dels seus futurs guanys havia de lliurar una part que li permetés cobrir el seu deute però que li permetés viure (es creu que dos terços dels seus ingressos com a màxim). Probablement la norma es va estendre també a províncies.
- Va limitar els préstecs amb interès a una quantitat màxima calculada sobre els béns del deutor (pel que sembla el màxim era el 50% del valor dels béns). La seva infracció era un delicte d'usura perseguit per les lleis. No és segur que la norma s'estengués a províncies.
- Va limitar a províncies el tipus d'interès i l'interès total no podia excedir del capital primitiu.

Per a les ciutats Cèsar va establir el següent:
- Depuració dels col·legis locals.
- Restriccions a la centralització.
- Facultat d'elegir magistrats.
- Jurisdicció civil i criminal dins de certs límits.
- Restriccions a les associacions.

Quan Cèsar va ser nomenat Imperator hi havia catorze províncies: Hispània Citerior, Hispània Ulterior, Gàl·lia Transalpina, Gàl·lia Cisalpina - Il·líria, Macedònia - Grècia, Sicília, Sardenya i Còrsega, Àsia, Bitínia - Pont, Xipre -Cilícia, Síria, Creta, Àfrica i Cirenaica. Cèsar va agregar la Gàl·lia Lugdunensis o Lionesa i la Gàl·lia Belga, i va separar la Il·líria de la Cisalpina.
Tot provincial acusat tenia el deure de presentar-se personalment a Roma, si era requerit, per respondre allà a l'acusació.
Els procònsols i pretors es barrejaven en els assumptes de justícia i administració de les ciutats, pronunciaven penes capitals, derogaven els actes dels consells locals, i en temps de guerra disposaven de les milícies locals al seu arbitri. Era especialment onerós per a una ciutat l'obligació d'allotjar a l'exèrcit en els mesos d'hivern. En teoria les ciutats sotmeses estaven exemptes de servei militar però sovint s'usaven les milícies de les ciutats per a les guarnicions i se'ls requeria per cobrir els llocs de cavalleria. Onerós era també el subministrament de blat a baix preu per a l'annona, les requises en cas de guerra i moltes altres. Les exaccions personals del governador i dels seus amics eren també molt pesades i s'enriquien a costa d'abusos.
El cens de població, fortuna i propietats sols es feia fins aleshores a Roma. Cèsar va determinar que havia de fer-se a tot Itàlia, sota la direcció de les autoritats locals; en les llistes s'indicaria el nom de cada ciutadà, el del seu pare o de qui el va manumetre, la seva tribu (circumscripció), la seva edat i els seus béns, havent de remetre's al funcionari de l'erari romà que en una època determinada faria l'estat general dels ciutadans i la riquesa. Cèsar volia estendre aquesta mesura a les províncies però no es va efectuar fins a més tard.
Amb relació a l'urbanisme, Cèsar va reglamentar alguns aspectes de la ciutat romana:
- Va ordenar la conservació de les cases que donaven a la via pública.
- Va ordenar l'empedrat de les voreres pels propietaris de les cases.
- Va reglamentar el pas de lliteres als carrers.
- Va reglamentar la conducció de carros als carrers.
- Va atorgar subvencions als banys públics.
- Va ordenar el trasllat del comicis del Fòrum a la Saepta Julia, al Camp de Mart, i els tribunals al Forum Iulium (entre el Palatí i el Capitoli). En el Fòrum va quedar-hi la «borsa» i la reunió dels negociants.
- Va projectar una nova Cúria, un pòrtic i un teatre.
- Va projectar també un temple a Mart.

Per a la ciutat de Roma es va posar en vigor la llei dels municipis d'Itàlia, i ja no va ser més l'Estat, sinó la primera de les ciutats de l'Estat.

### L'agricultura i la ramaderia
L'Imperator va reformar també l'agricultura i la ramaderia:
- Va obligar els propietaris ramaders a contractar almenys a un terç d'homes lliures adults.
- Les possessions de l'Estat cedides en usdefruit a les corporacions religioses, van ser recobrades, parcel·lades i repartides.
- Les possessions de pastures a l'Apúlia i el Samni es van conservar sota domini públic.
- Als proletaris del seu exèrcit els va lliurar parcel·les de terra en les regions d'Itàlia despoblades, prohibint la venda de les parcel·les durant vint anys.

En les hisendes es van fer habituals els jardins i els vivers de peixos, cargols i conills; els reservats per a cérvols i senglars; les dependències per a aus, criant-se fins i tot grues i paons; hi havia especialistes en l'engreix dels animals; els excrements dels animals eren un producte utilitzat. També es criaven abelles. Es va introduir el cirerer. També es cultivaven i venien flors (roses i violetes).
L'economia ramadera va continuar desenvolupant-se.

### La corrupció
Els magistrats provincials consideraven un honor robar molt; el petit lladre era menyspreat. El seu botí era repartit amb Advocats i Jurats i sortia lliure. Si algun era condemnat era honorable ser-ho per una acusació molt gran i múltiple.
A més assolaven les províncies els publicans i els mercaders italians, menys vigilats, i en mans dels quals es concentrava la major part de les terres i tot el comerç i el capital.
Les terres pertanyien a famílies nobles i estaven dirigides per administradors; els propietaris les visitaven poques vegades; moltes d'aquestes propietats estaven carregades de deutes i encara que els seus propietaris eren els titulars nominals, estaven en mans dels creditors, que sovint acabaven apropiant-se d'elles. Si els propietaris aconseguien algun càrrec oficial, usaven el seu poder per als seus fins privats.
Finalment les ciutats estaven assolades per la corrupció dels seus propis magistrats locals i per les seves querelles locals. A la Hispània Citerior les ciutats van patir un retrocés de població (quan no van quedar despoblades) encara que no va ser una de les províncies més afectades.
Per posar remei a aquesta situació Cèsar va establir diverses normes:
- Les províncies van ser repartides entre els dos cònsols sortints i els setze pretors sortints (8 d'ells nomenats pel mateix Cèsar) però designava l'Imperator les províncies que cadascun havia d'ocupar. Al costat d'ells va col·locar diversos càrrecs auxiliars sota dependència directa d'ell mateix, assumint els oficials militars (dels quals Cèsar era comandament suprem) funcions de vigilància.
- Les penes de la llei contra les concussions dels governadors provincials van ser augmentades i s'aplicarien amb rigor. Cèsar mateix va assumir el judici en alguns casos i va ser inexorable.
- Es van tornar a abaixar els impostos extraordinaris públics a la seva justa mesura, i els ordinaris també van ser rebaixats. Per evitar les càrregues de l'allotjament es va iniciar la construcció de campaments permanents, desenvolupats després amb més amplitud.

El terreny públic a províncies (Ager publicus) era immens. Tot terreny no concedit per disposició expressa a ciutats o particulars era considerat terreny públic i els seus posseïdors locals sol tenien el títol d'ocupants hereditaris tolerats i com precaris. Cèsar va mantenir aquestes normes.

### Nous territoris, dret civil i altres reformes
La Gàl·lia Cisalpina va obtenir el dret de ciutadania, que molts ciutadans posseïen ja a títol individual, mentre les ciutats gaudien del dret llatí. La colonització es va dirigir a la Narbonense, on a la colònia Narvo Martius (Narbona) es van unir Beterra (Beziers), Arelate (Arles), Arausio (Orange), Fòrum Julii (Frejus), Ruscino (Castell Rosselló) i Nemausus (Nimes), rebent la resta de ciutats de la província el dret llatí.
A Hispània es va colonitzar Empúries, al costat de l'antiga capital grega; Gades va rebre el dret de municipi italià; cap al 45 aC es va concedir el dret de ciutadania a algunes ciutats i probablement el dret llatí a altres.
Totes la poblacions que gaudien del dret de ciutadania i les colònies romanes es trobaven en igualtat de condicions que les ciutats d'Itàlia, i, de la mateixa manera que aquestes, administraven els seus assumptes, tenint drets jurisdiccionals (si bé limitats, ja que els processos més greus fora de l'àmbit local, depenien del magistrat romà, i en els casos ordinaris del governador provincial). Les ciutats de dret llatí tenien administració pròpia i un dret il·limitat de jurisdicció. El propretor o procònsol sols intervenien en virtut del seu poder de registre (que era arbitrari).
Les justícia administrada per procònsols o propretors era militar en el primer cas i civil en el segon, però si la província no era fronterera, el procediment militar sols ho era de nom, ja que era idèntic al procediment civil.
El dret civil romà es va estendre a les províncies. Basat en les Dotze Taules s'havia adaptat amb els temps i ara era un dret no escrit (consuetudinari) i aquest dret "comú" (subsidiari davant els Estatuts d'àmbit provincial o local) es va estendre a tots els casos jutjats fora del petit àmbit local. Així s'aplicava entre romans, entre un romà i un no romà, i entre no romans amb diferent dret.
El dret consuetudinari romà es va estendre com dret comú subsidiari per tot l'Imperi. Cèsar va voler compilar aquest dret comú per evitar les diverses interpretacions i canvis que li donaven els pretors en virtut de la Llei Cornèlia del 67 aC, però aquesta compilació no va arribar a fer-se fins a segles després.

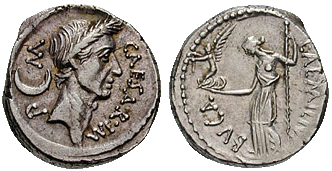
Denari de Juli Cèsar.

Amb relació a la moneda, L'Imperator va establir el marc legal dels metalls admesos a la circulació, segons una relació determinada: l'or, avaluat i rebut al pes; i la plata, apreciada segons el seu any.
L'or probablement tenia curs forçós en tot l'Imperi i Cèsar en tot cas va imposar aquest curs. El denari circulava en diverses províncies, entre elles la Citerior. Va fer encunyar una nova moneda d'or de valor igual a cent sestercis de plata. On la moneda de plata ja circulava es va establir el seu curs legal i predominant. Les monedes de coure i bronze van ser tolerades en diverses províncies d'Occident. Les monedes locals van anar desapareixent.
L'any 46 aC va entrar en vigor la reforma del calendari. Aquest any va ser anomenat "Any de la Confusió" perquè es va allargar de manera que van quedar reparats els errors existents, i per fer que el primer any de l'"Era Juliana" comencés l'1 de gener del 709 de la fundació de Roma. Així doncs l'any 708 de Roma (46 aC) va tenir 90 dies de més, intercalant-se un mes de 23 dies entre el 23 i el 24 de febrer, i dos mesos al final de novembre, un de 29 dies i un altre de 31 dies, i finalment es van afegir altres 7 dies. A partir de l'any 709 de Roma (45 aC) s'afegia un dia cada quatre anys (any de traspàs), entre el 23 i el 24 de febrer. El principi d'any, que abans era l'1 de març, començaria definitivament sempre l'1 de gener.

## Obra literària

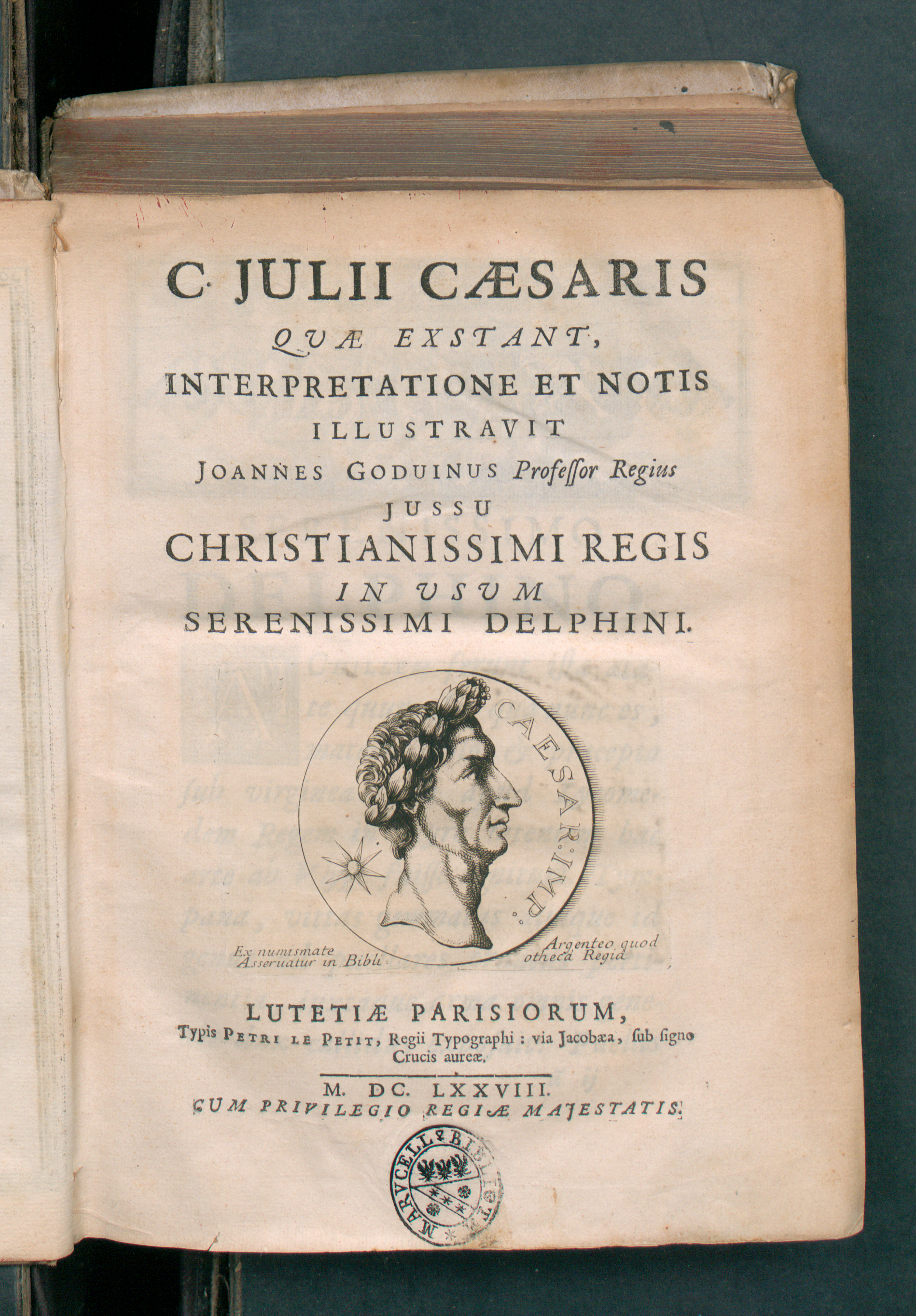
C. Iulii Caesaris quae extant, 1678

Article principal: Obra historiogràfica de Juli Cèsar
A part de ser un destacat polític i militar també va contribuir a la historiografia del seu temps, tot i que amb un clar partidisme encaminat a justificar les seves actuacions, sobretot militars.
La seva obra consta dels llibres: De analogia, que va dedicar a Ciceró i on es mostra partidari de la puresa i regularitat del llenguatge, una tragèdia. També De bello gallico (la guerra de les Gàl·lies), obra de set llibres on narra els fets succeïts en aquesta guerra des de la seva visió. També va escriure un poema Iter, dos llibres anomenats Anticones exemple de la literatura pamfletista de les acaballes de la república, i diversos comentaris de la guerra civil, De bello civili. Les seves obres en prosa són fetes en tercera persona i amb gran claredat i elegància, amb el dramatisme adequat en cada situació, tot i que alguna vegada deixa entreveure les intencions de justificar la seva manera d'actuar. Es troben múltiples exemples d'ablatiu absolut en la seva obra.

## La figura de Cèsar a les arts
Juli Cèsar ha inspirat diversos artistes al llarg dels segles, tant en arts plàstiques com en literatura i altres. Entre les obres més famoses dedicades al personatge cal destacar:
- La Farsàlia.
- Nou preuats.
- Juli Cèsar (obra) de Shakespeare.
- Giulio Cesare, òpera.
- Caesar and Cleopatra, pel·lícula de 1945 amb Vivien Leigh.
- Els còmics d'Uderzo i Goscinny dedicats a Astèrix.